# ウィリアム・マーシー

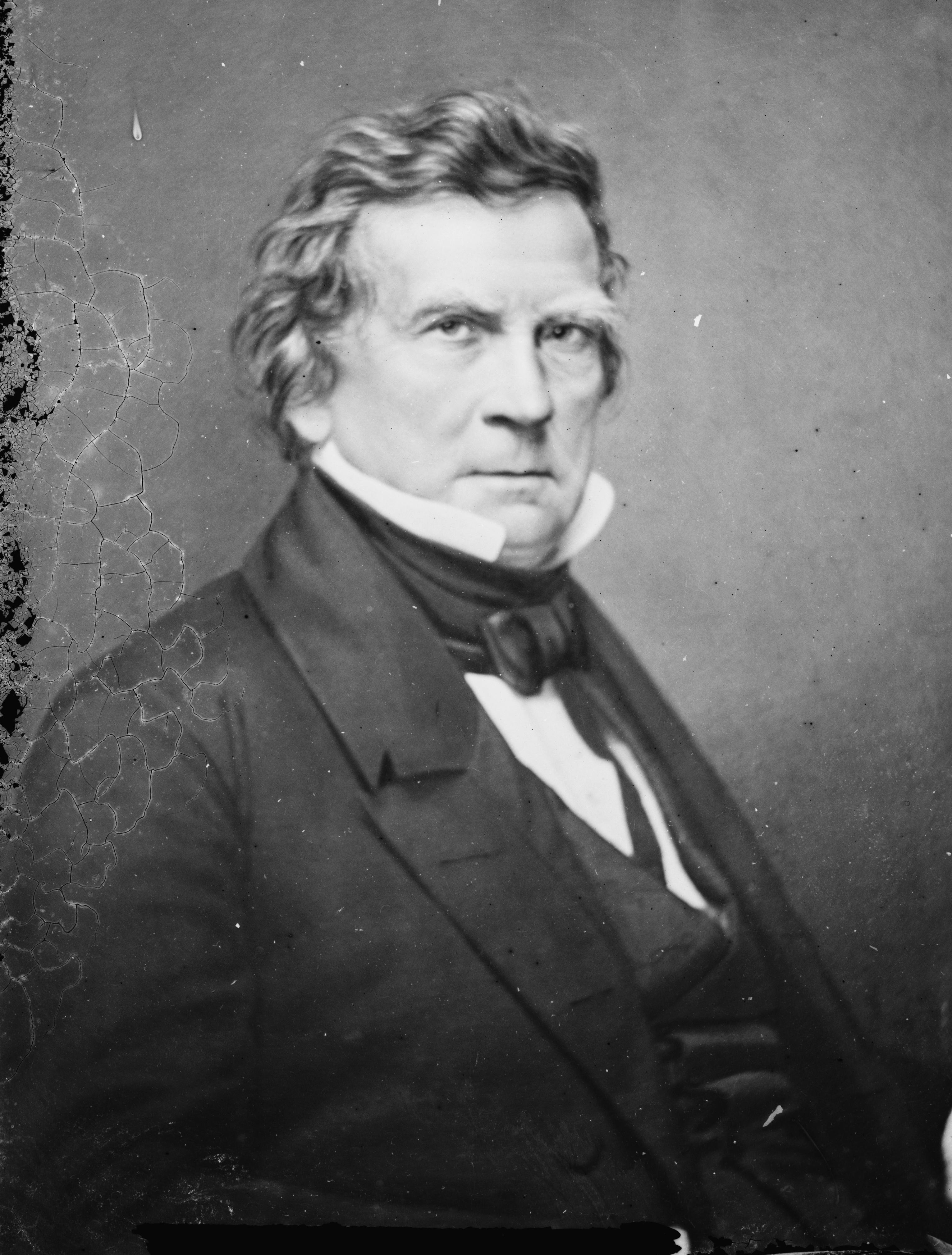
ウィリアム・マーシー

ウィリアム・ラーニッド・マーシー（William Learned Marcy, 1786年12月12日 - 1857年7月4日）は、アメリカ合衆国の政治家。アメリカ合衆国上院議員、ニューヨーク州知事、アメリカ合衆国陸軍長官、アメリカ合衆国国務長官を歴任した。

## 生い立ちと初期の経歴
1786年12月12日、マーシーはマサチューセッツ州スターブリッジ（現在のサウスブリッジ）において、ジェディディア・マーシー (Jedidiah March, 1757-1811) とルース・ラーニッド (Ruth Learned, 1764-1848) の息子として誕生した。マーシーはレスター・アカデミーとウッドストック・アカデミーで教育を受け、1808年にブラウン大学を卒業した。マーシーはロードアイランド州ニューポートの学校で教師となったが、間もなく教職を辞めてニューヨーク州トロイに移住した。マーシーは法律を学び、1811年に弁護士として認可を受けた。マーシーはトロイ市内で弁護士業を開業した。またマーシーは弁護士業の傍ら、雑誌『ノーザン・バジェット』や『オールバニ・アーガス』への寄稿活動を行った。
1812年、マーシーは第155ニューヨーク州連隊に所属し、米英戦争に参加した。終戦後の1816年、マーシーはトロイで法務官となった。マーシーは民主共和党に所属し、反クリントン派に加わった。1818年、マーシーは政敵により法務官の座を追われた。マーシーは雑誌『トロイ・バジェット』で編集者となった。またマーシーは1818年から1823年まで商社マーシー・アンド・レインで事業提携者となった。

## ニューヨーク州での政治
1821年、マーシーはニューヨーク州の多くの有力政治家たちとともに政治団体オールバニ・レジェンシーの設立に関与した。マーシーはオールバニ・レジェンシーにおいて幹部となった。オールバニ・レジェンシーはニューヨーク州の政治に深く関わり、州の政治を掌握した。マーシーは1821年から1823年までニューヨーク州民兵で軍務局長を務め、同じく1821年から1823年までニューヨーク州法務官も務めた。マーシーは1823年から1829年までニューヨーク州会計監査官を務めた。マーシーは1829年から1831年までニューヨーク州高位裁判所陪席裁判官を務めた。
1831年、マーシーは民主党からアメリカ合衆国上院議員に選出された。マーシーは上院司法委員会に所属した。1833年、マーシーはニューヨーク州知事に選出された。マーシーはアメリカ合衆国上院議員を辞任し、ニューヨーク州知事に就任した。マーシーはニューヨーク州知事を1838年まで3期6年務めた。マーシーは州内56郡を対象とした初の人口調査を実施した。マーシーは1838年に州知事4選目も目指したが、ホイッグ党の急進改革派ウィリアム・ヘンリー・スワードに敗れた。同時にオールバニ・レジェンシーによる州政治の支配も終焉した。
マーシーは1839年から1842年までメキシコ請求委員会の委員を務めた。その後マーシーは、民主党における奴隷制支持派として保守的な立場を維持した。ニューヨーク州においてマーシーは、民主党保守派「ハンカーズ」の政治指導者の1人とみなされるようになった。

## 連邦政府での政治
マーシーは1845年から1849年までジェームズ・ポーク大統領の下で陸軍長官を務めた。マーシーはメキシコやインディアンからの増大する脅威に対応するため、既存の陸軍部隊を増強することを推奨した。マーシーは北西部に居住するインディアンとの交易のため、インディアン局を設立することを提案した。マーシーはイギリスとのオレゴン条約締結に関与し、オレゴン国境紛争を解決した。
マーシーは陸軍長官退任後、弁護士業へ復帰した。1849年末、マーシーは民主党保守派「ハンカーズ」において「温和な」派閥を統率し、民主党急進派「バーンバーナーズ」との融和を図った。この流れの中でマーシーは1852年の大統領選挙における自身に対する民主党の大統領指名を求めた。だが民主党保守派「ハンカーズ」の「頑固な」派閥を率いるダニエル・ディキンソンから反対を受け、失敗に終わった。
マーシーは1853年に公職に復帰した。マーシーはフランクリン・ピアース大統領の下で1857年までアメリカ合衆国国務長官を務めた。マーシーはガズデン購入など24の条約締結交渉を指示した。

## 晩年
国務長官退任後、マーシーはニューヨーク州オールバニで隠居生活を送った。そして1857年7月4日、マーシーはニューヨーク州ボールストンスパにおいて死去した。マーシーの遺体はオールバニ市内のルーラル墓地に埋葬された。
マーシーの名前は、その功績を称え、以下の地名につけられた。
- マーシー山 - ニューヨーク州最高峰の山
- マーシー (ニューヨーク州) - ニューヨーク州オナイダ郡の町

## 家族
1812年2月22日、マーシーはニューヨーク州トロイにおいて、ドリー・ニューウェル (Dolly Newell, 1788-1821) と結婚した。2人の間に子供は生まれず、1821年に死別した。1824年4月28日、マーシーはニューヨーク州オールバニにおいて、コーネリア・ノウワー (Cornelia Knower, 1801-1889) と結婚した。2人の間には以下の子供が生まれた。
1. コーネリア・マーシー (Cornelia Marcy, 1834-1888)